# U 125 (Kriegsmarine)
De U 125 was een IXC U-boot van de Duitse Kriegsmarine tijdens de Tweede Wereldoorlog. Hij stond onder bevel van kapitein-luitenant-ter-zee Ulrich Folkers. Samen met de U 123, U 66, U 130 en U 109 nam de U 125 deel aan Operatie Paukenschlag.

## Gebeurtenis en eindeU 125
Tijdens de strijd om konvooi ONS-5 in de nacht van 6 mei 1943 lokaliseerde de Britse torpedobootjager HMS Oribi de U 125 in de dichte mist met zijn radar. Even voor 03:00 ramde de Oribi met een snelheid van 20 knopen (37 km/h) de U 125. De onderzeeboot was ernstig beschadigd en de Oribi dacht dat de U-boot tot zinken was gebracht, en verdween weer in de dikke mist. Maar de U 125 bleef drijven. Om 03:31 seinde Folkers een dringend verzoek om hulp. De U 552, U 381, U 413 en de U 260, kregen bevel om assistentie te geven. De U 614 en U 402 werden ook bevolen naar de U 125 te zoeken. Het Britse korvet HMS Snowflake vond om 03:54 de U-boot op zijn radar. Plotseling trok de dichte mist weg en werd de U-boot gezien. De Britse korvet probeerde de U 125 te rammen en nam de U-boot dan onder vuur met het kanon. Omdat de U 125 te zwaar beschadigd was om te duiken gaf Folkers bevel de boot te verlaten en liet de U-boot zinken. Ook het korvet HMS Sunflower kwam ter plaatse, maar eens het zeker was dat de U-boot gezonken was kregen ze bevel zo snel mogelijk terug te keren naar het konvooi, zonder tijd te verliezen om overlevenden op te pikken en gevaar te lopen om tijdens de reddingsactie getorpedeerd te worden.

## Ondergang
Op 6 mei 1943 werd de U 125 tot zinken gebracht door rammen en kanonvuur, ten oosten van Newfoundland, in positie 52° 30′ 0″ NB, 45° 20′ 0″ WL door de Britse torpedobootjager HMS Oribi en het korvet HMS Snowflake. Alle 54 manschappen, waaronder hun commandant Ulrich Folkers, kwamen hierbij om.

## Commandanten
- 3 Maart, 1941 - 15 Dec, 1941:   Kptlt. Günter Kuhnke (Ridderkruis)
- 15 Dec, 1941 - 6 Mei, 1943:   Kptlt. Ulrich Folkers (+) (Ridderkruis)